# Polyrhachis horni
Polyrhachis horni är en myrart som beskrevs av Carlo Emery 1901. Polyrhachis horni ingår i släktet Polyrhachis och familjen myror. Inga underarter finns listade i Catalogue of Life.